# Polizeiruf 110: Roter Kaviar
Roter Kaviar ist ein deutscher Kriminalfilm von Ulrich Stark aus dem Jahr 1995. Der Fernsehfilm erschien als 177. Folge der Filmreihe Polizeiruf 110.

## Handlung
Ukrainer Igor wird beim Schäferstündchen mit Lebensmittelladeninhaberin Marietta Holdebrink überrascht. Im Lager des Ladens kommt es zu einem Zweikampf, zwei Männer fliehen, auch Igor verschwindet; zurück bleibt der tote Lagerarbeiter Dimitri Dubinin. Dieser war zuvor von Jutta Schröder und Jürgen Mertens vom Bundesnachrichtendienst verhört worden, war er doch einer ihrer V-Männer. Zunächst schien der BND unzufrieden mit Dimitris Nachforschungen, wurde jedoch hellhörig, als er berichtete, dass ein Mann wohl eine geringe Menge geschmuggelten roten Kaviar angeboten habe.
Igor flieht und wird kurz darauf von Streifenpolizist Sigi Möller mit dem Auto mitgenommen. Zwei Männer verfolgen den Wagen und drängen ihn von der Straße ab. Igor wird von den beiden Männern mit einer Waffe bedroht, doch kann Sigi die Männer zunächst in Schach halten. Es ist Igor, der ihn schließlich schützt, als die Männer auf sie schießen. Als Sigi Igor bei der Weiterfahrt jedoch gesteht, Polizist zu sein, wirft Igor ihn aus dem Wagen. Auch Sigis Versuch, einen nachfolgenden Wagen anzuhalten, misslingt. In diesem sitzt Günther Rehberg, der gerade aus dem Gefängnis ausgebrochen ist, um seine angeblich fremdgehende Ehefrau Sonja zur Rede zu stellen.
Sigi gibt eine Fahndungsmeldung nach seinem Wagen und den an der Schießerei beteiligten Personen heraus, doch ruft ihn und seinen Kompagnon Kalle bereits die Pflicht. Auf dem Marktplatz ihrer Kleinstadt Volpe steht ein funktionstüchtiger, gestohlener Panzer, dessen Fahrer droht, die Schule am Markt zu beschießen. Jutta Schröder und Jürgen Mertens vom BND geben vor, dass der unter Medikamenten stehende und daher unberechenbare Rehberg im Panzer sitzt. Sie planen, den Panzer zu stürmen. Sigi trifft bei der Evakuierung eines Altenheims auf Elisabeth Kampnagel, mit der er bereits in einem früheren Fall zu tun hatte. Ihm kommt der gesamte Fall merkwürdig vor und so belauscht er ein Gespräch des BND, aus dem deutlich wird, dass nicht Rehberg, sondern Igor im Panzer sitzt. Der BND hat ein Interesse daran, Igor tot zu sehen. Da Igor ihm das Leben gerettet hatte, organisiert Sigi nun die Rettung Igors. Er kann Rehberg auftreiben, macht ihn betrunken und kann mit Oma Kampnagels Hilfe heimlich Igor gegen Rehberg austauschen, bevor der BND den Panzer stürmt. Oma Kampnagel stellt zudem ihren Jeep zur Verfügung, um Igor durch Sigi über die belgische Grenze zu bringen.
Der BND ist verwundert und wütend, dass tatsächlich Rehberg im Panzer saß. Gabi Bauer von der Mordkommission klärt Jutta Schröder darüber auf, dass ihr Freund Sigi von Igor gerettet wurde, während er von zwei Männern – die sich als BND-Mitarbeiter entpuppen – fast getötet worden wäre. Jutta Schröder wiederum macht Kalle und Gabi ihr eigentliches Anliegen klar. Ex-KGB-Mann Igor sei ein hochgefährlicher Mann, der über ein Kilogramm Plutonium – Codewort „Roter Kaviar“ – mit sich führt. Er wolle das Plutonium aus Deutschland schmuggeln und im Ausland verkaufen. Er habe Dimitri in Mariettas Lager umgebracht.
Da Igor ahnt, dass seine Flucht über die Grenze inzwischen bekannt ist, und kehrt mit Sigi nach Volpe zu Marietta zurück. Er will mit ihr fliehen, doch wird das Lager von Volper Polizei, BND und Gabi von der Mordkommission umstellt. Igor tötet zwei Männer des BND, sodass Sigi sein wahres Ich erkennt. Igor wird nach einem zermürbenden Kleinkrieg schließlich von Kalle erschossen. Jürgen Mertens will Sigi verhaften lassen, doch hat er von Igor kurz vor seinem Tod ein Schriftstück erhalten, aus dem hervorgeht, dass Igor das Plutonium im Auftrag des BND nach Deutschland schmuggeln sollte. Da der gesamte Fall jedoch definitiv in die Schlagzeilen kommen muss, wird am Ende Rehberg Titelheld einer Zeitschrift, die seine Panzerbesetzung als Protest gegen Haftbedingungen darstellt.

## Produktion

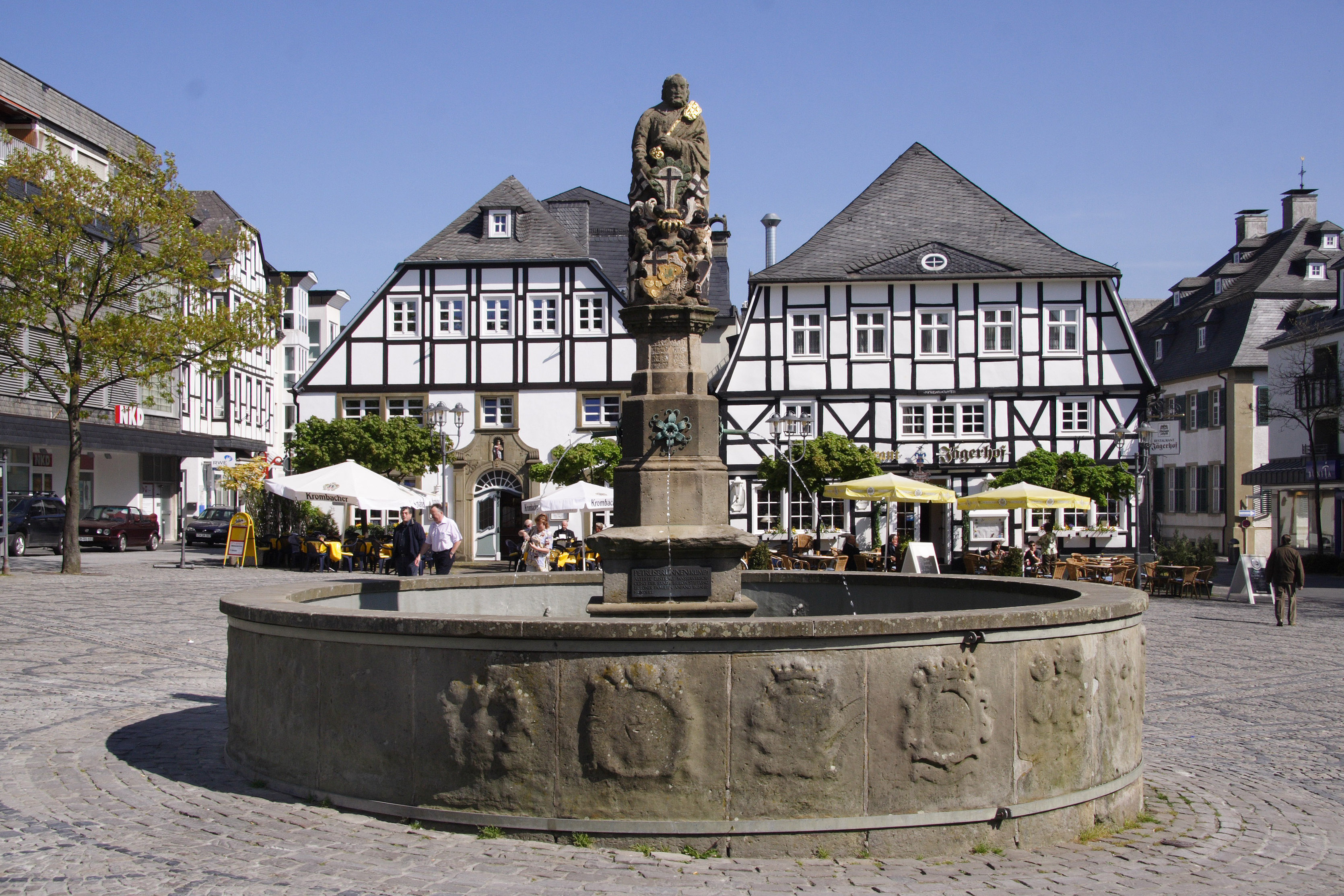
Marktplatz von Brilon, ein Drehort des Films

Roter Kaviar wurde vor allem in Brilon gedreht. Der Handlungsort Volpe ist eine fiktive Kleinstadt mit lautlichen Anspielungen an die Kreisstadt Olpe. Die Kostüme des Films schuf Natascha Curtius-Noss, die Filmbauten stammen von Harald Turzer. Der Film erlebte am 19. November 1995 in der ARD seine Fernsehpremiere. Die Zuschauerbeteiligung lag bei 17,6 Prozent.
Es war die 177. Folge der Filmreihe Polizeiruf 110. Die Ermittler Sigi Möller und Kalle Küppers ermittelten in ihrem 2. Fall. Roter Kaviar gehörte zu den Sendungen, die nach Diether Krebs’ Tod 2000 im geänderten Programm in Erinnerung an ihn ausgestrahlt wurden.

## Kritik
Im Film greife „Banales in Erhabenes, und am Ende nennt man es Satire. Das stand auf diesem ‚Polizeiruf‘ zwar nicht drauf, ist aber drin, wie angenehm“, schrieb Die Tageszeitung. „Mehr Satire als Krimi, mit tollen Darstellern“, befand die TV Spielfilm.

## Auszeichnung
Roter Kaviar wurde 1996 für einen Adolf-Grimme-Preis nominiert; die Auszeichnung ging jedoch an die erste Möller-Küppers-Folge 1A Landeier.